# يان آرثر
يان آرثر هو سياسي كندي، ولد في 20 ديسمبر 1984. حزبياً، نشط في الحرب الديمقراطي الجديد لأونتاريو.